# Turbonilla ulloa
Turbonilla ulloa är en snäckart som beskrevs av Bartsch 1917. Turbonilla ulloa ingår i släktet Turbonilla och familjen Pyramidellidae. Inga underarter finns listade i Catalogue of Life.